# Alard de Vuren
Pour l’article homonyme, voir Vuren.
Alard de Vuren est devenu le 12e abbé de Parc, entre 1239 et 1289, l'abbaye de Parc étant un monastère de l'ordre des Prémontrés situé à l'époque dans le duché de Brabant, près de Louvain. En 2021, toujours en activité depuis 1129, l'établissement de chanoines se trouve dans le Brabant flamand de Belgique.
L'abbé Alard de Vuren fut à la tête de l'abbaye durant un demi-siècle, augmentant considérablement les possessions du monastère.

## Chronologie
Alard de Vuren, probablement natif de Tervuren, d'une noble extraction, est le fils de Gérard et de Marguerite Van der Meren (de Mera),.
Alard de Vuren est à la tête de l'abbaye de Parc durant un demi siècle puisqu'il en est l'abbé entre 1239 et octobre 1289. Il est élu à cette dignité tout jeune, simple diacre occupé à cueillir des fruits sur un arbre quand on est venu lui annoncer la nouvelle.
Il est mort le 21 mars 1290 et est inhumé dans le chœur de l'abbatiale à la droite du 10e abbé de Parc Jean de Bierbeek et près également de son prédécesseur Henri de Bruxelles,.

## Abbatiat

### Intendance
Durant son abbatiat, l'abbé Alard de Vuren administre l'entrée de 79 religieux à l'abbaye de Parc, dont 29 convers.
Il mène des travaux d'une grande utilité pour le quotidien du couvent, puisque :
- en 1281, il fait construire un lavoir dont les matériaux coûtent 29 livres monnaie de Louvain ;
- en 1281, il fait reconstruire le moulin de Heverlé pour une dépense de 50 livres ;
- en 1282, il fait élever un bâtiment pour servir de vestiaire, ce qui occasionne un coût de 70 livres ;
- en 1282, il fait bâtir un nouveau quartier abbatial pour 36 livres ;
- en 1285, il fait reconstruire les deux moulins à foulon et à huite de Heverlé, en payant une somme de 35 livres pour les matériaux et les ouvriers, sans compter le bois directement fourni par les forêts de l'abbaye ;
- en 1287, il fait reconstruire les moulins se trouvant près de l'entrée principale de l'abbaye, ainsi que l'habitation du meunier, engageant alors une dépense supérieure à 80 livres.

Par ailleurs, les comptes de l'abbaye révèlent qu'elle a dû contribuer dans les subsides ecclésiastiques réclamés par différents légats, notamment de France et d'Allemagne.

### Considérations temporelles
Durant l'abbatiat d'Alard de Vuren, les papes Innocent IV, Clément IV et Grégoire X donnent tour à tour des brefs pour confirmer les privilèges de l'abbaye de Parc ou lui en accorder de nouveaux. En définitive, l'abbé augmente considérablement les possessions de l'abbaye par de nouvelles acquisitions et par l'obtention de ces nouveaux privilèges, notamment :
- 1243 : acquisition des dîmes de Lubbeek, cédées par le sire W. de Grimbergen et son épouse Elise d'Assche, acte confirmé par le duc Henri III de Brabant et l'évêque de Liège Robert de Thourotte ;
- 1254 : mise en possession des dîmes de Werchter par les frères Sigerus et Paridanus, fils du chevalier Siger de Keerbergen, et petit-fils du chevalier Pierre de Keerbergen, le feudataire, acte dressé en présence des sires Gauthier et Louis Berthout, et approuvé par l'évêque de Liège ;
- 1257 : obtention du patronage de l'église d'Archennes, acte confirmé par l'évêque de Liège et l'archidiacre du Brabant ;
- 1259 : obtention, de la part de l'évêque de Cambrai Nicolas de Fontaines, du privilège de faire desservir la paroisse de Tervuren par les chanoines de Parc ;
- 1266 : obtention, de la part du sire de Rotselaer Arnould, du patronage de l'autel de Haecht ainsi que des dîmes de ce lieu ;
- 1271 : acquisition, par lègue d'un chanoine du chapitre d'Incourt dénommé Gauthier de Faelbeke, de quatre livres de droit (le Décret, le Codex, les décrétales et le Digeste).

Armes de Innocent IV.
Armes de Clément IV.
Armes de Grégoire X

### Affaires politiques

Armes de Henri IV de Brabant.

Armes de Jean Ier de Brabant.

Le 14 mai 1267, l'abbé Alard de Vuren assiste à la réunion de Corterberg, où le duc Henri IV de Brabant cède ses droits en faveur de son jeune frère Jean Ier de Brabant.
Sous la gestion de cet abbé a lieu la bataille de Woeringen, qui conduit à la réunion du Limbourg et de Brabant, et pour laquelle les abbayes du Brabant sont mises à contribution. Pour l'entretien de l'armée brabançonne, les religieux de l'abbaye de Parc payent donc en huit ans la somme de 360 livres, monnaie de Louvain, le pain provenant de 48 muids de blé, 8 bœufs gras, 5 porcs, 20 moutons et 170 fromages.

### Anecdotes
En juillet 1287, l'abbaye accueille successivement l'évêque de Liège Jean de Mets et l'abbé général de Prémontré, ce dernier y séjournant trois jours. Ils s'y rendent encore tous les deux en août 1288.
Par ailleurs, alors que les manants de la ville de Tervuren ont fait des dégâts dans la forêt appartenant à l'abbaye, l'évêque de Liège et son frère, le comte de Gueldre, tuteurs de la terre de Brabant, forcent les malfaiteurs à demander pardon à l'abbé et au couvent, et à réparer à leur frais le fossé du bois qu'ils ont détruit.

## Postérité

### Indication posthume
Dans son ouvrage cité plus bas, J.E. Jansen accompagne la chronologie de l'abbé d'une indication en latin le concernant et qu'un traducteur automatique identifie par « Il commande de façon élogieuse pendant plus de cinquante ans. Énergique, son jeune âge a conduit à attendre beaucoup de lui, avec toujours de l'estime et de la vénération ».

### Armes de l'abbé

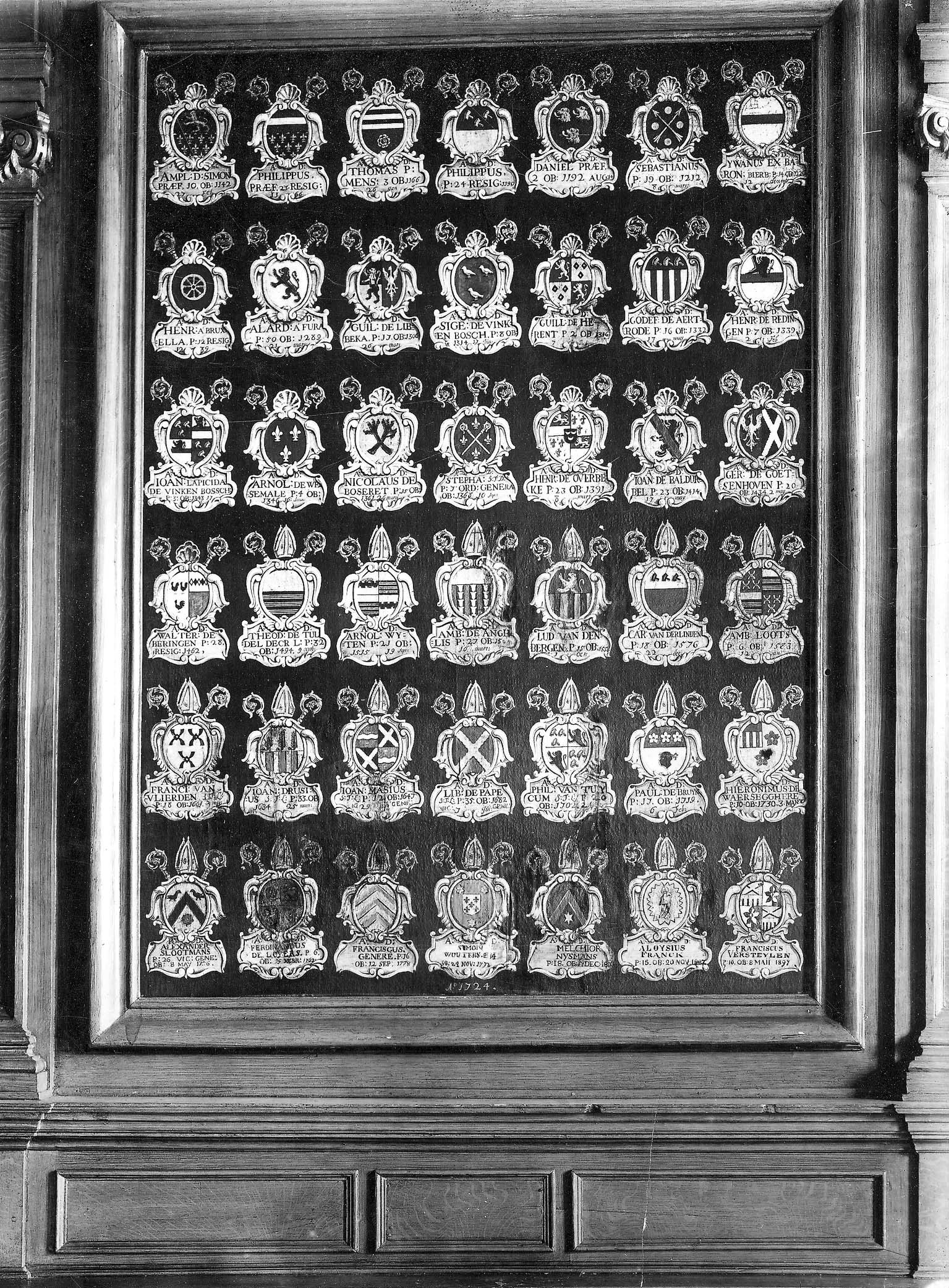
Armes des abbés de Parc (1724).

Le blasonnement des armes de l'abbé Alard de Vuren est : d'argent au lion d'azur tenant en la patte sénestre un cœur enflammé de gueules, mais on trouve aussi, selon J.E. Jansen, dans le tableau héraldique de Parc, des armes qui se blasonnent D'argent au lion rampant de sable. Le blason de cet abbé apparaît aussi dans l'armorial des abbés de Parc.